# Louis Michel Halbou
Louis Michel Halbou (Paris ?, 1730-1809) est un dessinateur et graveur français, spécialisé dans le burin, à l'origine d'une œuvre assez prolifique.

## Biographie

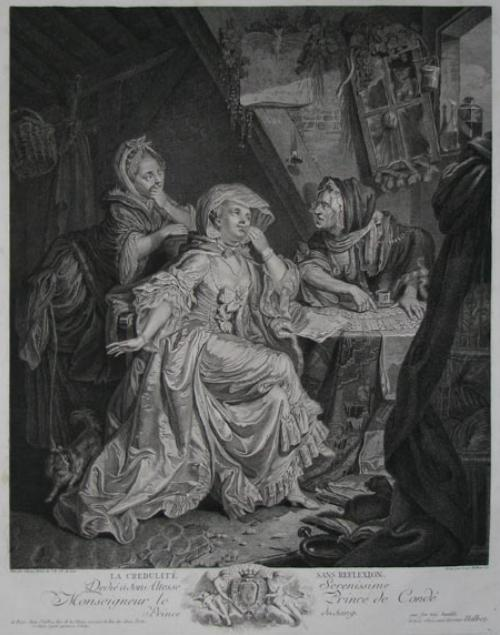
La Crédulité sans réflexion (1770), gravure dédiée au prince de Condé d'après un tableau de Schenau.

Les détails de la vie d'Halbou restent à ce jour peu nombreux. Émile Bellier de La Chavignerie le fait naître à Paris en 1730 et le qualifie d’« élève de Nicolas-Gabriel Dupuis », ce qui veut tout aussi bien dire son apprenti, voire sa seconde main : il dut le rester assez longtemps puisque son art est « fleurissant vers 1760 ». Graveur au burin, terminant de nombreuses eaux-fortes exécutées par d'autres, Halbou dessine aussi quelquefois des vignettes (d'après Marillier) et travaille essentiellement dans la capitale, y étant actif durant une période qui court de 1763 à 1800. Il aurait habité Rive gauche, successivement « au Soleil d'or, chez Halbou marchand de parasol[s] » rue de la Comédie-Française puis rue du Fouarre, et enfin rue des Rats (1803), ce qui le situait proche du quartier des vendeurs d'estampes.
Un numéro de L'Avant-coureur de mars 1763 et le Salon de 1768 le mentionnent sous le nom de « Louis Halbou », de même l'éditeur Hérissant pour les 39 planches du Traité de vénerie de Goury de Champgrand (Paris, 1769).
Il connaît un certain succès en gravant des scènes de mœurs d'après Jean-Michel Moreau, Jean-Honoré Fragonard ou Johann Eleazar Schenau, ses estampes étant vendues par la Vve Chéreau, Marguerite-Geneviève Chiquet, qui avait ouvert boutique rue Saint-Jacques à l'enseigne des Deux Piliers d'or. Beraldi signale avoir retrouvé une quittance datant de 1792 mentionnant la somme de 1 600 livres, une « somme considérable pour l'époque », versée par le marchand Laurent pour la Madeleine dans sa retraite, une gravure d'après Adriaen van der Werff.
Il contribue à de nombreux ouvrages collectivement illustrés : on le trouve aussi bien dans le Cabinet Basan (1771), qu'édité par Ruault (1785), ou encore Didot jeune (1789), dans Le Musée français, etc.
Ses gravures sont présentes dans de nombreux fonds publics et témoignent de la période pré-romantique française.

## Conservation
- Chalcographie du musée du Louvre, collection Edmond de Rothschild
- Musée du château de Versailles et du Trianon
- Art Institute of Chicago
- Fonds Wellcome Trust

## Élèves
- Nicolas-Auguste Leisnier